# BME Közlekedésmérnöki és Járműmérnöki Kar
A Közlekedésmérnöki és Járműmérnöki Kar, röviden KJK a Budapesti Műszaki és Gazdaságtudományi Egyetem (BME) egyik kara, amely 1951 óta képez okleveles mérnököket. A közlekedésmérnök képzés ekkor indult Szegeden a Közlekedési Műszaki Egyetem megalapításával. Mai státusát a Budapesti Építőipari és Közlekedési Műszaki Egyetem és a Budapesti Műszaki Egyetem 1967-ben történt egyesítésekor nyerte el, és ma már, a kor követelményeinek megfelelően, a közlekedés, a szállítás, valamint a közlekedési eszközöket, az anyagmozgató gépeket és az építőipari gépeket gyártó és javító ipar feladatainak ellátására képez okleveles mérnököket. A CAVOK Pilótaiskolával együttműködésben pilótaképzés is elérhető az intézményben.

## Története[1]

### Közlekedési Műszaki Egyetem
A közlekedésmérnök képzés 1951-ben Szegeden indult az Öthalmi laktanya épületében, majd a Vásárhelyi sugárút volt gépkocsizó laktanyájában. Irányító főhatósága a Közlekedés és Postaügyi Minisztérium volt. Az új Közlekedési Műszaki Egyetem (KME) az eredeti elképzelések szerint széles profilú lett volna, felölelve az út- és vasútépítés eszközeivel és berendezéseivel kapcsolatos valamennyi szakmai ágazatot, továbbá a vasúti-, közúti-, vízi-, és légiközlekedés és járművei területét. Első lépésként a vasútépítési és vasúti üzemeltetési szakok indultak. Az oktatást 16 oktató végezte, akik közül hatan Budapestről jártak Szegedre. Közülük 11 volt főállású, de több óraadó is közreműködött az alaptárgyi és szaktanszékeken, valamint az akkori előírásoknak megfelelő politikai, nyelvi, katonai és testnevelési feladatok ellátására szervezett oktatói csoportokban.

### Költözés Szolnokra
1952-ben az egyetemet Szolnokra helyezték át, ahol a megyei Bíróság épületében kapott helyet. 1953-ban az Út- és Vasútépítési szakokat leválasztották a KME-ről és Budapestre az Építőipari Műszaki Egyetem (ÉME) Építőmérnöki Karára helyezték át. Ezzel egyidejűleg Szolnokon megalakult a gépjármű üzemeltetési szak, és a vasútüzemeltetési szakon belül a vasúti távközlési és biztosító-berendezési ágazat.

### Költözés Budapestre
1956 elején megkezdődött a KME Budapestre költöztetése, és betagozódása az ÉME és a KME összevonásából létesült Építőipari és Közlekedési Műszaki Egyetembe (ÉKME) annak egyetemi szintű okleveles mérnökképzést adó, Közlekedési Üzemmérnöki Karaként. Kezdetben az egyetem központi (K) épületében kapott ideiglenes elhelyezést, majd a Hadmérnöki Kar megszűnése után – 1958-tól közel 20 éven át – a Kinizsi utcai volt Református Gimnázium épülete lett a Kar székhelye.

### Budapesti Műszaki Egyetem
1967-ben került sor a BME és az ÉKME egyesítésére, Budapesti Műszaki Egyetem (BME) elnevezéssel. Kialakult a Kar végleges arculata, okleveles közlekedésmérnökök, és a közlekedés céljait szolgáló okleveles gépészmérnökök képzésére (járműgépész és gépesítési szakokon). Az oktató-nevelő és tudományos munka szervezeti kereteit az Aero- és Termotechnika, az Építő és Anyagmozgató Gépek, a Gépelemek, a Gépipari Technológia, a Gépjárművek, a Közlekedésautomatikai, a Közlekedésüzemi, a Közlekedésgazdasági, a Matematika, a Mechanika és a Vasúti Járművek Tanszék képezte. 1979-ben felépült a Sztoczek utcai járműgépész (J) épület, majd 1984-ben a Z épület a Bertalan Lajos utca 2. alatt. Ezáltal a Kar teljes egészében csatlakozott a Műegyetem budai campusához.
A 60-as évek közepétől mind a szakmérnök képzés, mind a gazdasági mérnökképzés nagymértékben fejlődött a Karon. 15 szakmérnöki szakon és a gazdasági mérnöki szak  5 ágazatán folyt posztgraduális képzés, és az egyes szakok többszöri beindítására is sor került.
1978-ban megújult a Kar valamennyi szakának tanterve. A közlekedési szak hallgatói közlekedésmérnöki diplomával, a járműgépész és a gépesítési szak hallgatói pedig gépészmérnöki diplomával fejezték be tanulmányaikat. Ez a tanterv maradt érvényben 1991-ig.
A járműgépész szakon folyó képzés 1985-től a repülőgépész, 1988-tól, pedig a hajóépítő gépész ágazat beindításával bővült. A járműgépész és a gépesítési szak hallgatói számára 1985-től további szaktárgy-csoport választási lehetőség állt fenn, módot adva a járműgyártás és -javítás tárgykör elmélyültebb tanulmányozására. 1976-tól 1990-ig a hajózási és a hajógépész szakokon 3 éves főiskolai szintű üzemmérnök képzés is folyt.

### Strukturális átalakítások
A Kar moduláris tantervét 1991-ben, a Kar alapítása 40 éves jubileumának évében vezették be, melyet a Közlekedési Minisztériummal szoros szakmai együttműködésben, vállalatok és intézmények véleményének messzemenő figyelembevételével alakítottak ki. Az új kari tanterv bevezetése után 2 évvel az Egyetem Tanácsa elfogadta a kredit rendszerű képzés koncepcióját.
A Közlekedésmérnöki Kar a hagyományos járműgépész, városi közlekedési, közlekedési rendszertechnikai és közlekedésbiztonsági műszaki szakértői szakokon túl, a műszaki diagnosztika, a karbantartás, a mérnöki menedzsment és logisztika szakterületén is indított képzéseket.
Fontos mérföldkő volt a Kar életében a nappali doktori képzés beindítása 1993-ban. Ennek tovább fejlesztéséből kialakult a Karon akkreditált „Közlekedéstudományok Doktori Iskola” és a „Járművek és Mobil Gépek Tudománya Doktori Iskola”, ezek adták a hazai közlekedési és járműtechnikai tudományos kutatói és az egyetemi oktatói utánpótlás legfőbb forrását.
A 2005-ben elfogadott felsőoktatási törvény előírásaihoz igazodva, 2006 szeptemberétől a Karon is beindult a lineáris kétlépcsős mérnökképzés, amelynek első lépcsőjében a közlekedésmérnöki BSc szakon 3 szakirányon folyt mérnökképzés. A három szakirány kapcsolódott a Kar hagyományos képzési profiljához, nevezetesen a közlekedési folyamatok, a járműtechnika és a logisztika szakterületeihez. 2010 szeptemberében elindult a járműmérnöki BSc alapszak képzés, majd  2012 szeptemberében a logisztikai mérnöki BSc alapszak képzés is.
A Kar képzési profiljának pontosabb meghatározása érdekében 2011-től a Kar neve Közlekedésmérnöki és Járműmérnöki Kar-ra változott.

## Képzések[2]
- Járműmérnök – BSc, MSc, duális MSc
- Közlekedésmérnök – BSc, MSc
- Logisztikai mérnök - BSc, MSc, levelező MSc
- Autonóm járműirányítási mérnök – angol nyelvű MSc, duális MSc

## Tanszékek[3]
- Anyagmozgatási és Logisztikai Rendszerek Tanszék
- Gépjárműtechnológia Tanszék
- Vasúti Járművek és Járműrendszeranalízis Tanszék
- Közlekedés- és Járműirányítási Tanszék
- Közlekedéstechnológiai és Közlekedésgazdasági Tanszék
- Repüléstudományi és Hajózási Tanszék

## Doktori iskola[4]
A karon folyó oktatás legmagasabb szintjét a Kandó Kálmán Doktori Iskolában folyó doktori (PhD) képzés képviseli, amely a tudományos kutatás mellett az oktatói-kutatói pályára is felkészíti a doktorandusz hallgatókat. A képzés időtartama 4 év, mely szakmai tárgyak hallgatásából, oktatási tevékenységből és önálló tudományos kutatómunkából áll. A kutatás egy témavezető irányításával zajlik, melynek eredményeit a doktorandusz publikációk, majd disszertáció formájában mutatja be.

## Kutatások[5]
A Közlekedésmérnöki és Járműmérnöki Karon jelenleg is folyó nemzetközi kutatási projektek:
H2020 / BE OPEN – European forum and oBsErvatory for OPEN science in transport, 2018-2021
COST / CA16222 WISE-ACT – Wider Impacts and Scenario Evaluation of Autonomous and Connected Transport, 2018-2021
EME / ELECTRIC TRAVELLING – Electric travelling - platform to support the implementation of electromobility in Smart Cities based on ICT applications, 2018-2020
H2020 / EPIC – Centre of Excellence in Production Informatics and Control, 2017-2023
H2020 / MaaS4EU – End-to-end Approach for Mobility-as-a-Service tools, business models, enabling framework and evidence for European seamless mobility, 2017-2020
Central Europe / MOVECIT – Engaging employers from public bodies in establishing sustainable mobility and mobility planning, 2016-2019

## Vezetői[6]
- 1951–1952 Dr. Rostásy István, a KME igazgatója
- 1952–1955 Dr. Turányi István, a KME igazgatója
- 1955–1957 Dr. Turányi István, a Közlekedési Üzemmérnöki Kar dékánja
- 1957–1964 Dr. Kádas Kálmán, a Közlekedési Üzemmérnöki Kar dékánja
- 1964–1967 Dr. Silbersdorff László, a Közlekedési Üzemmérnöki Kar dékánja
- 1967–1973 Dr. Turányi István, a Közlekedésmérnöki Kar dékánja
- 1973–1979 Dr. Orosz József, a Közlekedésmérnöki Kar dékánja
- 1979–1985 Dr. Lévai Zoltán, a Közlekedésmérnöki Kar dékánja
- 1985–1990 Dr. Michelberger Pál, a Közlekedésmérnöki Kar dékánja
- 1990–1997 Dr. Zobory István, a Közlekedésmérnöki Kar dékánja
- 1997–2005 Kövesné Dr. Gilicze Éva, a Közlekedésmérnöki Kar dékánja
- 2005–2012 Dr. Kulcsár Béla, a Közlekedésmérnöki Kar dékánja
- 2012–2019 Dr. Varga István, a Közlekedésmérnöki és Járműmérnöki Kar dékánja
- 2019–2021 Dr. Mándoki Péter, a Közlekedésmérnöki és Járműmérnöki Kar dékánja
- 2021– Dr. Varga István, a Közlekedésmérnöki és Járműmérnöki Kar dékánja